# Хелзинки
Хелзинки (на фински: Helsinki,на шведски: Helsingfors, Хелсингфорс) е столицата и най-големият град на Финландия. Намира се в община Уусимаа, на територията на югозападна Финландия. Разположен е на брега на Финския залив, част от Балтийско море. На изток се намира на около 400 km от Стокхолм; западно, на 300 km от Санкт Петербург; на север, на 80 km от Талин, с които столицата дели обща история.
Към 31 октомври 2010 година населението на Хелзинки наброява 588 195 души.
Голямо Хелзинки, както се нарича столичният метрополен регион, обхваща и съседните градове Еспоо и Вантаа. Същите градове са граничещи с Хелзинки – съответно на запад и на север; и Кауниайнен, който е анклав на територията на Еспоо. Хелзинкската метрополия е най-северната метрополия в света, а самият град е най-северната столица на страна членка на Европейския съюз. Градът е двуезичен като финският и шведският са равноправни, въпреки че мнозинството владее само фински.
Хелзинки е политическият, финансов, културен, научноизследователски и образователен център на страната, както и един от най-важните градове на територията на Северна Европа – близо 70% от седалищата на всички международни компании се намират в неговия регион. Летището във Вантаа, обслужващо Хелзинки, е фактически главното летище на Хелзинки, поемащо и изпращащо почти всички международни полети в страната.
Въпреки че Вантаа и Еспоо често се разглеждат като предградия на Хелзинки, те сами по себе си са отделни финландски административни единици. Предприемани са няколко инициативи двата града да бъдат присъединени към Хелзинки и техният статут на град да бъде елиминиран, но не е постигнато съгласие.
На 31 януари 2011 година градският съвет на Вантаа отхвърля отправеното от Хелзинки предложение двата града да се слеят.

## География
Хелзинки е разположен в провинция Южна Финландия, област Уусимаа, на северния бряг на Финския залив. Населението на града е 588 195 души (2010), а на агломерацията, включваща също градовете Еспоо (Есбу), Вантаа (Ванда) и Кауниайнен (Гранкула) – над 1 300 000 души (2009), което означава, че всеки четвърти жител на Финландия живее в него.

## Езиков състав
Продължително време Хелзинки се развива като шведскоезичен град. През 1870 г., когато Финландия е част от Руската империя, преобладаващите езици в града са шведски – 57%, фински – 25,9%, руски – 12,1 %; също така се използват немски (1,8%) и други (3,2%) езици. Към 1890 г. поради масовата миграция на финландски селски жители към градовете, също така и поради политиката на руските власти за подкрепа и развитие на финския език, а и частичната асимилация на шведите, съотношението на езиците е следното: 45,6% шведски, 45,5% фински, 6% руски и 2,9% други.
В началото на XXI век за официални езици в града се признават финският и шведският, като 86% населението говори фински език, 6% са шведоезични, около 4% смятат за свой роден руския и още 4% – други езици.

## Други
На Хелзинки е наречен площад в квартал „Лозенец“ в София (Карта).

## Известни личности
Родени в Хелзинки
- Висарион Белински (1811 – 1848), руски литературен критик
- Виле Вало (р. 1976), певец
- Адолф Ернрот (1905 – 2004), генерал
- Илмари Крон (1867 – 1960), композитор и музиковед
- Лена Крун (р. 1947), писателка
- Александър Стуб (р. 1968), политик
- Линус Торвалдс (р. 1969), софтуерен инженер
- Пека Хаависто (р. 1958), политик
- Таря Халонен (р. 1943), политик
- Бенгт Холмстрьом (р. 1949), икономист
- Туве Янсон (1914 – 2001), писателка

Починали в Хелзинки
- Хуго Аалто (1898 – 1976), архитект
- Анти Аарне (1867 – 1925), фолклорист
- Паул Керес (1916 – 1975), естонски шахматист
- Ханес Колехмайнен (1889 – 1966), бегач
- Илмари Крон (1867 – 1960), композитор и музиковед
- Георг Едвард Рамзай (1834 – 1918), генерал
- Ристо Рюти (1889 – 1956), политик
- Франс Емил Силанпя (1888 – 1964), писател
- Туве Янсон (1914 – 2001), писателка

Други
- Елиас Льонрот (1802 – 1884), филолог, завършва медицина през 1832